# Гваделупе (телесериал, 1993)
«Гваделу́пе» (исп. Guadalupe) — американский телесериал 1993 года с Аделой Норьегой и Эдуардо Яньесом в главных ролях. В России сериал транслировал канал 2x2.

## Сюжет
Гваделупе Самбрано — молодая красивая, но хромая девушка, живущая в Майами и зарабатывающая на жизнь кукольными представлениями. У неё есть приёмная мать и друзья, но она мечтает найти родную семью и любовь на всю жизнь. Однажды на пороге её квартиры появляется адвокат Антонио Инфанте, который сообщает Гваделупе, что её родной отец — недавно скончавшийся миллионер Эзикель Самбрано. Она переезжает в дом Самбрано и знакомится с семьёй — сестрой отца, Луизой, её мужем Карлосом и двоюродными братом и сёстрами — Энрике (Генри), Дианой и Даниэлой. Также она влюбляется в помощника Луизы, Альфредо Робинсона и, в конце концов, выходит за него замуж.
На вскрытии завещания выясняется, что почти всё состояние (а это миллионы) и бизнес Эзикель оставил Гваделупе, которую признал законной дочерью. Это вызывает ненависть Луизы, которая сама мечтала о власти.
Через какое-то время после свадьбы и счастливой семейной жизни Альфредо неожиданно выгоняет Гваделупе из дома, заявив, что никогда не любил её и женился исключительно из мести. Оказывается, 22 года назад Луиза Самбрано приказала убить всю семью Мендоса — партнёров Эсекьеля по бизнесу. Чудом выжили только Оливия и её племянник Альфредо, который теперь живёт под фамилией своей тёти — Робинсон.
Для Гваделупе это сильный удар, на какое-то время она «отключается» от реальности. Однако затем вспоминает, что является наследницей отца и хозяйкой дома. Она преображается, избавляется от хромоты и встаёт во главе бизнеса. Вернувшийся Альфредо (который понял, что всё-таки любит её) поражён такими изменениями, но Гваделупе не хочет его знать. Попытка Альфредо завоевать Гваделупе по новой осложняется тем, что против них восстаёт не только Луиза, но и Оливия, понявшая, что её первоначальный план по уничтожению семьи Самбрано не сработал. Гваделупе оказывается беременна от Альфредо, но ребёнок рождается раньше срока из-за того, что Фабиана, первая жена Альфредо, сбила Гваделупе. Когда же ребёнок идёт на поправку, Луиза крадёт его из больницы. Гваделупе сходит с ума и оказывается в психиатрической лечебнице, откуда позже исчезает и считается мёртвой. Альфредо меняется после тяжёлого ранения, находит сына и собирается жениться на Диане (которая давно влюблена в него и уже разведена с Родольфо), чтобы дать ребёнку мать, но находит Гваделупе. В конце концов ему удаётся убедить её вернуться. Диана уезжает на север США. Финал — пышная свадьба Альфредо и Гваделупе.
Второстепенные линии:
Алехандро Инфанте, сын адвоката Антонио Инфанте, хирург-ортопед, влюблён в Даниэлу Самбрано. Дело осложняется тем, что долгое время никто не знает, кто из трёх детей Самбрано на самом деле ребёнок Антонио Инфанте. Пытаясь узнать это, Даниэла ссорится с матерью и попадает в аварию. Алехандро удаётся спасти ей ноги, но он считает, что ходить она не сможет. Он женится на Даниэле, едва она выходит из больницы. В процессе лечения Даниэла превращается в наркоманку и Алехандро стоит больших усилий справиться с этим. Вскоре после этого выясняется, что Даниэла беременна. Есть вероятность, что из-за наркотиков Даниэлы ребёнок может оказаться больным, однако обследование показало, что это не так.
Титон (Серхио) Коскульуэла, двоюродный брат Алехандро, изнасиловал Марикусу, девушку из бедной семьи. Узнав об этом, дядя Марикусы, Чео, избивает Титона на его свадьбе с другой девушкой, Магги. Узнав о том, что Марикуса беременна, Титон решает жениться на ней, несмотря на сопротивление обеих семей. Аккурат в день свадьбы Марикуса рожает дочь Алисию, названную в честь матери Титона. Попытка Магги разбить семью оказывается неудачной. Со временем и родители Титона принимают невестку и внучку.
Генри Самбрано влюбляется в Перлу Самбрано , дочь Оливии. Против их отношений восстают и Луиза, и Оливия. В конце концов Генри и Перла женятся и уезжают в Рим, откуда возвращаются только после смерти Луизы и Оливии.

## В ролях
- Адела Норьега — Гваделупе Самбрано Сантос де Робинсон-Мендоса / Соледад (Чоле) Сантос
- Эдуардо Яньес — Альфредо    (Мендоса)            Робинсон
- Сульи Монтеро — Луиза Самбрано де Мальдонадо, маркиза де Ковадонга, тётя Гваделупе
- Мириам Очоа — Оливия Мендоса, вдова Робинсон, тётя Альфредо и мать Перлы
- Мигель Гутьеррес — Эзикель Самбрано, отец Гваделупе, брат Луизы и Рамона
- Маноло Вильяверде — Карлос Мальдонадо, маркиз де Ковадонга, муж Луизы
- Мара Кроатто — Диана Инфанте старшая дочь Карлоса и Луизы, на самом деле дочь Антонио Инфанте и Луизы
- Жан-Пьер Ноэр — Родольфо Алессандри, муж Дианы
- Гретель Селейро — Даниэла Мальдонадо де Инфанте, вторая дочь Карлоса и Луизы
- Браулио Кастильо мл. — Алехандро Инфанте, хирург-ортопед, муж Даниэлы
- Ларри Вильянуэва — Энрике (Генри) /Абель Мальдонадо, сыновья-близнецы Карлоса и Луизы
- Алекса Кубе — Перла Самбрано де Мальдонадо, дочь Оливии, Мендоса и Рамона Самбрано жена Энрике
- Сальвадор Пинеда — Антонио Инфанте, отец Алехандро и Дианы
- Хулия Менендес — Анхела де Инфанте, мать Алехандро, крестная Абеля, старшая сестра Алисии
- Эктор Травьесо — Серхио Коскульуэла-старший
- Флор де Лото ла Руа — Алисия де Коскульуэла, мать Серхио-младшего и Асусены, крестная Энрике
- Майте Вилан — Асусена (Чена) Коскульуэла, невеста Тима, подруга Даниэлы
- Карлос Куэрво — Серхио Коскульуэла-младший (Титон), муж Марикусы, старший брат Асусены
- Летисия Пенья — Марикуса, жена Серхио-младшего, мать Алисии-младшей, внебрачная дочь Агеды
- Маргарита Коэго — Магги, невеста Серхио-младшего
- Дженнифер Сальдаррьяга — Дора, служанка в доме Инфанте, крестница Инес, любовница Серхио-старшего
- Марилин Ромеро — Аурора, медсестра, возлюбленная Алехандро, подруга Нормы
- Сандра Айде — Элиса, служанка в доме Сантандер
- Минита Пенейро — Эстер, подруга Алисии
- Ивон Де’Лис — Агеда, мать Марикузы, сестра Исолины и Чео, бабушка Алисии-младшей
- Маркос Касанова — Исидоро, жених Агеды, дядя Чучу
- Юрианне Андраде — Алисия-младшая (Лисси), дочь Марикузы и Серхио
- Грисельда Ногера — Исолина, мать Хуана-Пабло, сестра Агеды и Чео
- Хельерман Баральт — Хуан-Пабло, друг Альфредо, возлюбленный Перлы, кузен Марикузы
- Франк Фалькон — Чучу, племянник Исидоро, друг Марикузы
- Нельсон Герреро — Эулохио Баес (Чео), брат Агеды и Исолины, сожитель Риты, после её муж
- Гленда Диас Ригау — Рита, жена Чео, сестра Пучи
- Барбара Эрнан — Пуча, сестра Риты
- Хорхе Морехон — «индеец»
- Роберто Марреро — «Шакал» Рамон Самбрано, отец Перлы и Виолеты, единокровный брат Эзикеля и Луизы дядя Гваделупе
- Ада Бехар — Эдельмира, служанка в доме Самбрано, подруга Чоле, мать Виолеты
- Палома Лонжа — Виолета, служанка в доме Самбрано, жена Вилли дочь Эдельмиры и Рамона Самбрано сестра Перлы
- Карлос Понсе — Вилли, брат Бетти, муж Виолеты
- Тина Моргате — Бетти, подруга Гваделупе и Качиты, сестра Вилли
- Исаура Мендоса — Каталина, мать Качиты
- Марибель Гонсалес — Качита, подруга Гваделупе и Бетти, дочь Каталины
- Оскар Корбелья — Рикардо, жених Гваделупе после её развода
- Эмильяно Диес — Тимотео Фернандес (Тим), жених Асусены, коллега Каталины
- Наташа Амадор — Сира, служанка в доме Самбрано
- Лаура Фабиан — Фабиана, первая жена Альфредо
- Роса Фелипе — Дельфина, вдова де Самбрано, бабушка Дианы, Даниэлы, Энрике и Гваделупе
- Хавьер Пардо — Луис-Антонио (Кокито), сын Альфредо и Гваделупе
- Нури Флорес — Ракель, старшая медсестра в психиатрической больнице
- Ракель Монтеро — Гленда, медсестра в психиатрической больнице
- Лаура Термини — Марилин, возлюбленная Энрике
- Хуан Карлос Антон — Харри, полицейский, друг Альфредо, бывший муж Хосефины
- Мигель Панеке — Джонни, водитель в доме Самбрано
- Тесси Кастилья — Норма, медсестра, возлюбленная Родольфо, подруга Ауроры
- Рай Гараса — Фучо, фотограф, любовник Чены
- Габриель Касанова — доктор Феррер, в психиатрической больнице
- Фабиан Пиццорно — Хесус Сантандер-внук
- Аурора Кастельянос — Эстела, служанка в доме Мендоса
- Кристина Карман — Хосефина, жена Эрнесто Аранго, мать Марии
- Бетси Вергара — Мария, дочь Хосефины и Харри
- Патрисия Ногера — Патрисия, коллега Харри
- Освальдо Кальво — Хесус Сантандер-дед
- Хорхе Принсе — Франк, коллега Вилли и Бетти, любовник Доры

## Роли озвучивали
Владимир Герасимов — все мужские роли и титры
Елена Соловьёва — все женские роли

## Другие версии
- «Наследница» 1982 года, производства Венесуэлы с Ильдой Каррено и Эдуардо Серрано в главных ролях
- «Гваделупе» 1984 года, производства Мексики (Televisa) с Порфирио Басом и Демианом Бичиром в главных ролях.
- «Милагрос» 2000 года, производства Перу с Соней Смит и Роберто Матеосом в главных ролях.